# Scheepslift bij Niederfinow

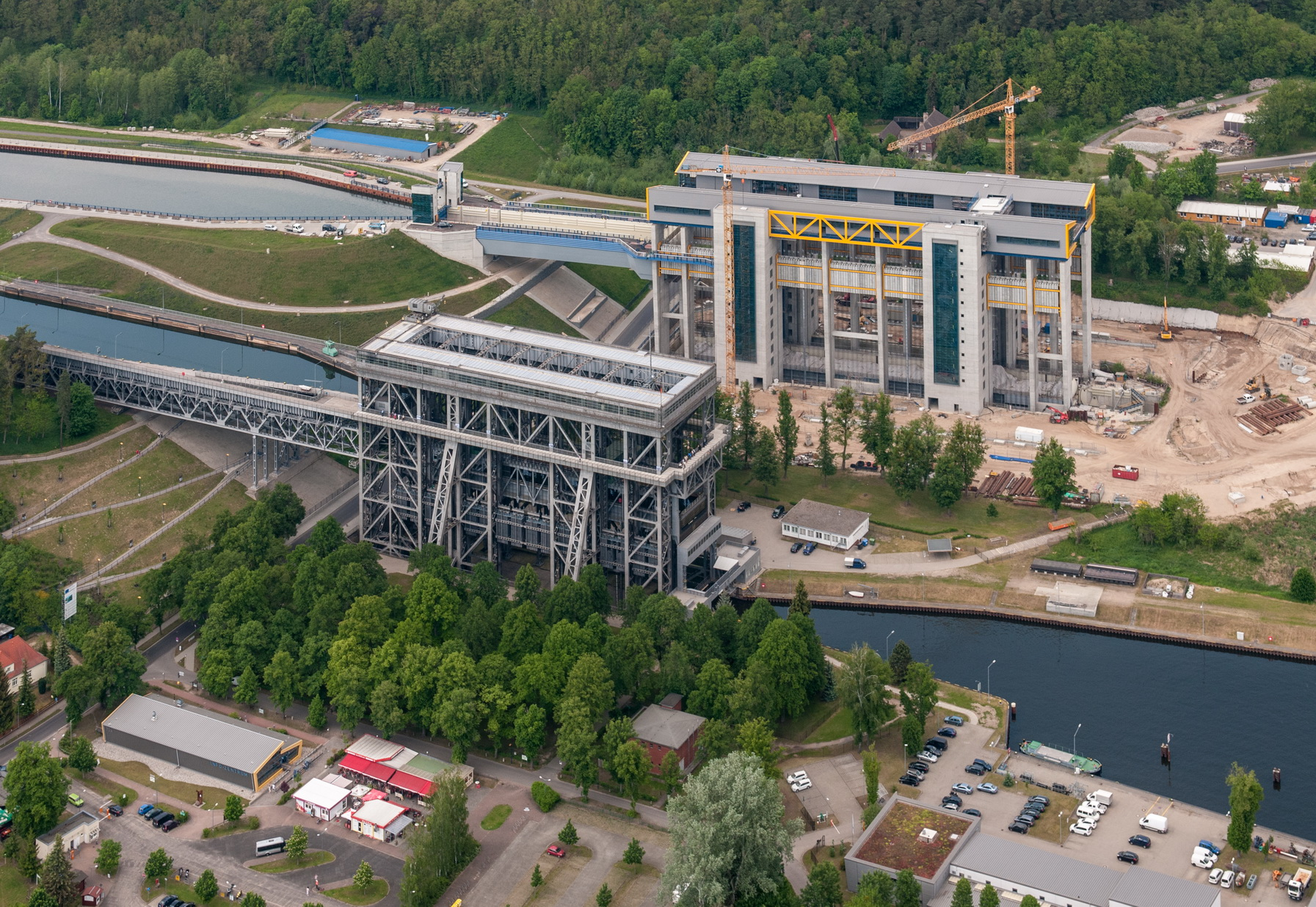
Zijaanzicht scheepslift 2017

De scheepslift bij Niederfinow is de oudste scheepslift van Duitsland die nog in gebruik is. Hij is gelegen bij het dorp Niederfinow, ongeveer 60 km ten noordoosten van Berlijn in Brandenburg. De scheepslift is onderdeel van het Oder-Havel-kanaal en overwint een hoogteverschil van 36 meter.
De vaarweg tussen Berlijn en Stettin (thans Szczecin in Polen) werd in 1914 geopend, waarbij het hoogteverschil door middel van vier sluizen werd overwonnen. Deze zijn niet meer in gebruik, maar in de omgeving te bezichtigen. Om de doorvoercapaciteit te vergroten werd besloten tot de bouw van een scheepslift. Deze werd tussen 1927 tot 1934 gebouwd.
De binnenzijde van de 'cabine' waarin de schepen worden gehesen (ook wel de trog genoemd) meet 85 bij 12 meter en heeft een maximale waterdiepte van 2,50 meter.
Sinds 2007 staat de scheepslift op de door de Bundesingenieurkammer samengestelde lijst van historische monumenten van de ingenieursbouwkunst in Duitsland .